# Tribeca Film Festival

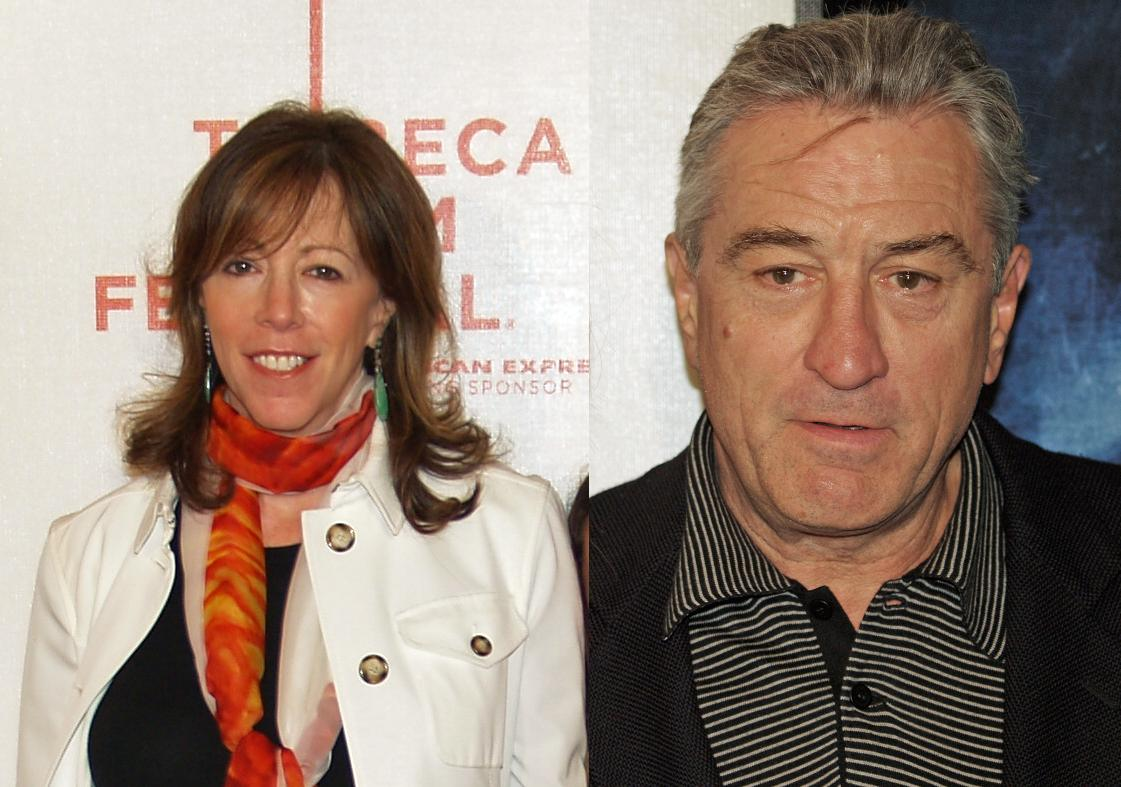
Grundarna Jane Rosenthal och Robert De Niro.

The Tribeca Film Festival (av arrangörerna skrivet The TriBeCa Film Festival) är en årlig amerikansk filmfestival som grundades av Jane Rosenthal och Robert De Niro 2002. Anledningen var att man ville stimulera ekonomin och kulturlivet i Lower Manhattan efter 11 september-attackerna 2001.

## Priser i urval

### Best Narrative Feature (Bästa spelfilm)
- 2002 – Roger Dodger, i regi av Dylan Kidd
- 2003 – Mang jing, i regi av Li Yang
- 2004 – Lu mao zi, i regi av Liu Fendou
- 2005 – Sheng si jie, i regi av Li Shaohong
- 2006 – Iluminados por el fuego, i regi av Tristán Bauer
- 2007 – Hofshat Kaits, i regi av David Volach
- 2008 – Låt den rätte komma in, i regi av Tomas Alfredson
- 2009 – Darbareye Elly, i regi av Asghar Farhadi
- 2010 – Die Fremde, i regi av Feo Aladag
- 2011 – Apflickorna, i regi av Lisa Aschan
- 2012 – Krigets barn, i regi av Kim Nguyen
- 2013 – The Rocket, i regi av Kim Mordaunt
- 2014 – Zero Motivation, i regi av Talya Lavie
- 2015 – En väldig vänskap, i regi av Dagur Kári
- 2016 – Junction 48, i regi av Udi Aloni
- 2017 – Son of Sofia, i regi av Elina Psikou
- 2018 – Smuggling Hendrix, i regi av Marios Piperides
- 2019 – Scheme Birds, i regi av Ellen Fiske och Ellinor Hallin
- 2020 – The Hater, i regi av Jan Komasa
- 2021 – Brighton 4th, i regi av Levan Koguashvili
- 2022 – January, i regi av Viestur Kairish